# (19150) 1990 HY
(19150) 1990 HY es un asteroide perteneciente al cinturón de asteroides, región del sistema solar que se encuentra entre las órbitas de Marte y Júpiter.
Fue descubierto el 26 de abril de 1990 por Eleanor F. Helin  desde el Observatorio Palomar.

## Designación y nombre
Designado provisionalmente como 1990 HY.

## Características orbitales
1990 HY está situado a una distancia media del Sol de 2,589 ua, pudiendo alejarse hasta 2,786 ua y acercarse hasta 2,391 ua. Su excentricidad es 0,076 y la inclinación orbital 16,324 grados. Emplea 1521,41 días en completar una órbita alrededor del Sol.
Pertenece a la familia de asteroides de (170) Maria.

## Características físicas
La magnitud absoluta de 1990 HY es 13,19. Tiene 6,118 km de diámetro y su albedo se estima en 0,272.